# Heorhij Černjavs'kyj
Heorhij Volodymyrovyč Černjavs'kyj (in ucraino Георгій Володимирович Чернявський?; Tashkent, 31 luglio 1946) è un politico e diplomatico ucraino.

## Grado diplomatico
- 1996 - Ambasciatore straordinario e plenipotenziario dell'Ucraina